# Біологічна система
Біологічна система — складна мережа біологічно релевантних утворень. Біологічна організація охоплює декілька шкал, що є визначені на основі різних структур залежно від системи. Прикладами біологічних систем на макромасштабі є популяції організмів. На шкалі органів і тканин у ссавців та інших тварин включаються: кровоносна система, дихальна та нервова системи. У мікро- наноскопічному масштабі прикладами біологічних систем є клітини, органели, макромолекулярні комплекси та регуляторні шляхи. Біологічну систему не слід плутати з живою системою, такою як живий організм.

## Органи та тканинні системи

Приклад системи: мозок, мозочок, спинний мозок та нерви — чотири основні компоненти нервової системи

Ці специфічні системи широко вивчені в анатомії людини, а також є у багатьох інших тварин.
- Дихальна система: органи, які використовуються для дихання, глотки, гортані, бронхів, легенів та діафрагми.
- Травна система: травлення та обробка їжі слинними залозами, стравоходом, шлунком, печінкою, жовчним міхуром, підшлунковою залозою, кишечником, прямою кишкою та анусом.
- Серцево-судинна система (серце та кровоносна система): перекачування та направлення крові до та з тіла та легенів із серцем, кров'ю та судинами.
- Сечовидільна система: нирки, сечоводи, сечовий міхур та сечівник, які беруть участь у рівноважному балансі, балансі електролітів та виведенні сечі.
- Цілісна система: шкіра, волосся, жир, нігті.
- Скелетна система: структурна підтримка та захист кісток, хрящів, зв'язок і сухожиль.
- Ендокринна система: комунікація всередині організму за допомогою гормонів, вироблених ендокринними залозами, такими як гіпоталамус, гіпофіз, епіфіз або шишкоподібна залоза, щитоподібна залоза, паращитоподібна залоза та наднирники.
- Лімфатична система: структури, що беруть участь у перенесенні лімфи між тканинами та кровотоком; включає лімфу та вузли та судини. Лімфатична система включає функції, включаючи імунну відповідь та вироблення антитіл.
  - Імунна система: захищає організм від сторонніх тіл.
- Нервова система: збір, передача та обробка інформації за допомогою головним, спинним мозком, периферичною нервовою системою та органами чуттів.
  - Сенсорні системи: зорова система, слухова система, нюхова система, смакова система, соматосенсорна система, вестибулярна система.
- М'язова система: дозволяє маніпулювати навколишнім середовищем, забезпечує рух, підтримує поставу та виробляє тепло. Включає скелетну мускулатуру, гладку мускулатуру та серцевий м'яз.
- Репродуктивна система: статеві органи, такі як яєчники, фаллопієві труби, матка, вагіна, клітор, молочні залози, яєчки, сім'явиносна протока, сім'яні пухирці і простата.

## Історія
Поняття системи (або апарату) спирається на поняття життєвої або органічної функції: система — це сукупність органів з певною функцією. Ця ідея була присутня ще в античності (Гален, Арістотель), але застосування терміна «система» є більш пізнім. Наприклад, нервову систему вперше назвав Монро (1783), але Руф Ефеський (приблизно 90-120 рр. н. е.), вперше чітко розглялянув мозок, спинний мозок і черепно-мозкові нерви як анатомічну одиницю, але не надавав йому функцій і назву.
Перерахування основних функцій — і, отже, систем — залишалось майже однаковим з часів античності, але класифікація їх була дуже різною наприклад, порівняйте Арістотеля, Біча, Кюв'є.
Поняття про фізіологічний поділ праці, що було введено в 1820-х роках французьким фізіологом Анрі Мілн-Едвардсом, дозволили «порівняти та вивчити живі істоти, ніби вони були машини, що штучно створені людиною». Натхненний творчістю Адама Сміта, Мілн-Едвардс писав, що «тіло всіх живих істот, будь то тварина чи рослина, нагадує фабрику… де органи, в порівнянні з працівниками, безперервно працюють над створенням явищ, що становлять життя особистості». У більш диференційованих організмах функціональну працю можна було розподілити між різними інструментами або системами.